# 자동차 애프터마켓
자동차 애프터마켓(영어: Automotive aftermarket)은 자동차 산업의 2차 부품 시장으로, 원천 장비 제조업체(OEM)가 소비자에게 자동차를 판매한 후 모든 차량 부품, 화학 제품, 장비 및 액세서리의 제조업, 재제조, 유통, 소매 및 설치와 관련이 있다. 판매되는 부품, 액세서리 등은 OEM이 제조했을 수도 있고 아닐 수도 있다.
애프터마켓은 교체, 충돌, 외관 및 성능을 위한 부품을 포함한다. 애프터마켓은 거의 모든 차량 제조사 및 모델에 대해 다양한 품질과 가격의 광범위한 부품을 제공한다.
소비자는 차량을 직접 수리하거나("DIY" 또는 "DIY" 부문) 전문 수리 시설("나를 위한" 또는 "DIFM" 부문)에 차량을 맡길 수 있다.
애프터마켓은 소비자가 차량을 서비스, 유지 또는 맞춤화하려는 곳을 선택할 수 있도록 하여 차량이 계속 운행되도록 돕는다.

## 자동차 애프터마켓의 규모
미국의 경량, 중형 및 대형 차량을 포함하는 자동차 애프터마켓은 5,160억 달러(2025년) 규모로 추정되며 GDP에 2.3% 이상 기여한다. 애프터마켓은 제조업체, 유통업체, 소매업체 및 수리점에서 일하는 490만 명의 사람들을 고용한다.
미국에서 애프터마켓 액세서리의 온라인 판매는 전통적인 오프라인 매장보다 매년 증가했다. 사실, 헤지스 & 컴퍼니에 따르면, "미국 자동차 부품 시장에서 전자 상거래는 2027년에 500억 달러로 예상된다." 여기에는 1P 전자 상거래 웹사이트에서 255억 달러, 3P 마켓플레이스에서 245억 달러가 포함된다.
국내 자동차 산업이 없는 싱가포르는 싱가포르의 운전법의 특성상 높은 자동차 회전율로 인해 자동차 부품 및 액세서리 수출 기업에게 특히 중요한 목적지이다. (간단히 말해, 자동차 소유자는 10년 사용 후 차량을 폐기해야 하며, 싱가포르의 보상 제도는 신차 등록비를 상쇄하여 더 잦은 회전율을 유도하고 있다.)
높은 자동차 회전율과 신품 부품 선호도는 재제조 및 재생 자동차 부품 시장이 매우 작다는 것을 의미한다. "액세서리, 차량 관리 제품, 고급 품목 및 새 예비 부품"에 대한 높은 수요와 결합하여 싱가포르의 자동차 애프터마켓은 크다. 실제로 싱가포르는 여러 선도적인 다국적 기업(MNC)이 국제 조달 사무소와 동남아시아 유통 센터를 설립하면서 주요 자동차 부품 제조 기지가 되었다.
캐나다에서 자동차 애프터마켓은 약 42만 명을 고용하는 C$194억 규모의 산업이다.
오스트레일리아에서 2013년 자동차 애프터마켓 산업은 AUD$52억의 매출을 기록하고 21,000명의 직원과 1,400개의 제조업체를 보유한 것으로 추정되었다.
유럽에서는 2015년 독립 애프터마켓(IAM)의 총 규모가 1,270억 유로에 달했다(노동 및 세금 제외 최종 사용자 가격). 당시 유럽에는 연간 매출 1억 유로가 넘는 부품 거래업체가 54곳 있었고, 그 중 6곳은 10억 유로를 초과했다.
국제 자동차 애프터마켓을 위한 만남의 장은 2년에 한 번 프랑크푸르트에서 열리는 B2B 무역 박람회 아우토메카니카 두바이이다. 지난 박람회에서는 커넥티드 카, 자율 주행, 대체 드라이브 및 미래의 작업장이 주요 주제였다.

## 온라인 대 오프라인 애프터마켓 액세서리 공급업체
온라인 소매업체 중 아마존닷컴과 이베이 모터스는 미국에서 판매 단위 및 수익 모두에서 애프터마켓 부품 및 액세서리의 가장 큰 판매자이며, 2014년에 25% 성장하여 전통적인 체인점을 훨씬 능가할 것으로 예상된다.
소매점에서 DIY 부품 판매가 감소하면서 체인점들은 DIFM 상업 사업으로 진출하여 유통업체와 도매업체의 시장 점유율을 잠식했다. 2007년 이후 체인점의 DIY 판매는 총 3%에서 5% 감소한 반면, 상업 판매는 두 자릿수 매출 증가를 가져왔다. 2013년 오토존의 DIFM 판매만으로 13% 이상 증가했다.
미국에서 온라인 경매 및 중고 부품을 제외한 자동차 부품 및 액세서리 온라인 판매는 2018년에 100억 달러를 넘어설 것으로 예상되었다.

## 법적 문제
자동차 제조업체는 저작권 또는 특허 침해 소송을 통해 자동차 애프터마켓 판매를 방해하거나 억제하려고 시도했다. 예를 들어, 영국에서 브리티시 레일랜드 모터 코퍼레이션 대 암스트롱 특허 회사 사건에서 영국 상원은 1986년 레일랜드가 자동차 구매자에게 교체용 테일파이프의 애프터마켓 판매를 막기 위해 저작권 침해를 주장할 수 없다고 결정했다.
아로 제조 회사 대 컨버터블 탑 교체 회사는 1961년 미국 대법원 사건으로, 법원은 수리 및 재건의 미국 특허법 원칙을 재정의했다: "그 자체로 별도 특허를 받지 않은 요소는 특허 조합의 요소 중 하나를 구성하더라도 특허 독점권을 가질 자격이 없으며, 특허 조합에 얼마나 필수적이거나 교체가 얼마나 비싸거나 어렵더라도 마찬가지이다."
2005년 할리데이비슨은 할리 엔진의 대체품을 생산하는 두 애프터마켓 엔진 제조업체인 S&S 사이클과 델크론사에 대해 특허 및 상표 침해 소송을 제기했다. 할리는 S&S와 델크론이 트윈 캠 엔진 부품을 복사하고 할리 상표를 무단으로 사용했다고 비난했다. S&S는 소송에 법적 근거가 없다고 주장하며, 그들과 할리 사이에 "상호 유익한 관계가 존재한다"고 주장했다.

## 같이 보기
- 애프터마켓 배기 부품